# Rifugio Pino Prati
Il rifugio Bindesi - "Pino Prati" (660 m s.l.m) è un rifugio che si trova nel comune di Trento nelle Prealpi Venete.
Costruito nel 1962 dal gruppo SAT Grotta di Villazzano è stato dedicato a Pino Prati, alpinista trentino, autore della prima guida del Gruppo del Brenta, perito con Giuseppe Bianchi nel 1927 sul Campanile Basso.
È collocato in posizione panoramica sulle pendici occidentali della Marzola in prossimità della palestra di roccia dei Bindesi, una "storica" palestra frequentata già dagli anni '20 - '30 dagli alpinisti di Trento. Per tanti trentini i Bindesi, da cui si abbraccia con un solo colpo d'occhio l'intera città di Trento e i suoi monti, sono sinonimo di battesimo alpinistico; molti alpinisti incominciarono ad arrampicare proprio qui: sulla "Mariota", la "Onta", la "Sdramele".

## Traversate ed ascensioni
Le principali traversate ed ascensioni si trovano nelle vicinanze e nella direzione della Cima Marzola dal momento che si tratta di un massiccio montuoso isolato:
- al Rifugio Maranza (1072  m s.l.m) - su sentiero facile segnavia SAT 412 - 1.15 ore;
- a Vigolo Vattaro (704  m s.l.m) - su sentiero facile e poi strada forestale segnavia SAT 412 e 429 - 2.15 ore;
- alla Cima Marzola (1738  m s.l.m) - su sentiero facile passando per il Bivacco Bailoni (1623  m s.l.m) segnavia SAT 412 - 3.15 ore.